# Улица Урицкого (Королёв)
Улица Ури́цкого — улица в частном секторе города Королёва.

## История
Застройка улицы началась в 1939 году.
Ранее называлась Чайковского.
Улица Урицкого застроена в основном частными домами и одной многоэтажкой.

## Трасса
Улица Урицкого начинается от улицы Цветаевой  и заканчивается на улице Полевая.

## Транспорт
По улице Урицкого общественный транспорт не ходит. Движение автотранспорта двухстороннее.

## Примечательные здания и сооружения
- Забор высотой 5 м напротив многоэтажного дома.